# Marjory Warren
Marjory Winsome Warren (Londres, 28 de octubre de 1897 - Maizières-lès-Metz, 5 de septiembre de 1960) es una de las primeras geriatras y considerada la madre de la medicina geriátrica moderna.

## Biografía
Marjory nació en Londres, hija del abogado Walter Richard Warren y Annie (nacida Dixon). Ella era la mayor de cinco hijas. Cuando era niña Marjory asistió a la North London Collegiate School,  como todas sus hermanas, antes de estudiar medicina en el Royal Free Hospital de Londres. Se especializó en cirugía y después de su residencia en Isleworth Infirmary de 1926 a 1935, se hizo cargo de la casa de al lado de la enfermería y creó el Hospital del Condado de West Middlesex. Al año siguiente, realizó una auditoría de los cientos de pacientes en las salas, encontrando a pacientes delirantes y dementes que requerían camas con lados de cuna, pacientes con incontinencia severa, otros eran pacientes ancianos y enfermos pero tratables, con incontinencia y pacientes con movilidad. Durante este tiempo, desarrolló un sistema de clasificación para estos pacientes, incluidos aquellos que eran aptos para la rehabilitación y, por lo tanto, podían irse a casa, y aquellos que requerirían atención residencial (lo que ahora llamamos residencias de personas mayores); tuvo especial éxito en rehabilitación de pacientes con accidente cerebrovascular.

## La medicina geriátrica como nueva especialidad
En 1943 y 1946, Warren publicó dos artículos en el British Medical Journal abogando por la creación de la especialidad de medicina geriátrica, unidades especializadas en hospitales generales y educación médica centrada en el cuidado de las personas mayores por parte de médicos con experiencia en el área. Sobre la base de estos artículos fundamentales, el Ministerio de Salud se involucró en este campo emergente y, en la década de 1950, la medicina geriátrica fue reconocida como una especialidad médica por el Servicio Nacional de Salud (NHS). En 1947, cofundó la British Geriatrics Society con otros como Joseph Harold Sheldon, Trevor Howell en Croydon y Lionel Cosin de Oxford. Con el tiempo, se convertiría en la Sociedad Británica de Geriatría. Warren como presidenta fundadora, trabajó con el presidente del comité Basil Mackenzie, segundo barón Amulree. Mackenzie fue entonces empleado por el Ministerio de Salud.
Warren promovió la importancia de la atención en equipo multidisciplinario, la movilización temprana y la participación activa de la persona mayor en sus actividades diarias, y el enfoque de persona integral que incluía los problemas sociales y funcionales del paciente además de sus problemas médicos. Warren y sus colegas fueron los primeros en sugerir que todas las admisiones a hogares de ancianos y centros de atención se aprobaran después de la evaluación en unidades geriátricas (ahora estándar) y abogaron por la necesidad de tratar las necesidades complejas de los enfermos crónicos o personas mayores enfermas con un sistema integrado. Si bien esto no sucedió en vida de ella (las aprobaciones para las viviendas residenciales se asignaron al gobierno local), ahora es el estándar de atención en el Reino Unido y Australia. Dijo la propia Warren que las necesidades de los ancianos con frecuencia caen entre los dos cuerpos: el individuo que no está lo suficientemente enfermo como para justificar el ingreso en el hospital y, sin embargo, está demasiado discapacitado o frágil para vivir en casa.
Warren publicó los objetivos para la atención médica del paciente anciano, que forman la base de los principios de la medicina geriátrica:
- Prevenir la enfermedad siempre que sea posible.
- Reducir las discapacidades físicas y médicas todo lo posible.
- Obtener y mantener la máxima independencia.
- Enseñar al paciente a adecuarse de forma inteligente a esa discapacidad residual.[7]

Su compromiso con la atención al paciente no estuvo exento de conflictos. Muchos de sus colegas no entendían el valor de brindar atención al grupo de pacientes en gran parte desatendidos y, como mujer, sin más calificaciones médicas, a menudo luchaba por transmitir sus puntos de vista. Los geriatras fueron tratados como miembros de “una especialidad de segunda categoría, que atiende a pacientes de tercera categoría en instalaciones de cuarta categoría”  y se encontraron con la resistencia de los médicos generales. Sin embargo, a medida que aumentaba el envejecimiento de la población y la perspectiva de que el modelo actual de atención copara los recursos gubernamentales, la atención del paciente anciano y, posteriormente, de aquellos que habían desarrollado conocimientos en su atención, incrementó el interés del NHS. Fue un cambio de paradigma en el trato de estos pacientes que previamente habían sido abandonados. Como resultado, Warren se ganó una reputación internacional y recibió invitaciones en todo el mundo para dar conferencias sobre el terreno y se convirtió en la Secretaria Internacional de la Asociación Internacional de Gerontología. 
Warren fue recordada como una doctora enérgica y entusiasta que mantuvo a sus colegas en altos estándares. Fue muy activa en muchos campos, incluida la enfermería y la educación en enfermería, y trabajó como examinadora para el Consejo General de Enfermería, y fue miembro de la Asociación de Londres de la Federación de Mujeres Médicas, convirtiéndose en su presidenta antes de su muerte.

## Muerte
Warren murió en el hospital (Maizières-lès-Metz), Francia, el 5 de septiembre de 1960 tras un accidente automovilístico. En ese momento iba camino a una conferencia en Alemania. Un servicio conmemorativo celebrado el 1 de octubre de 1960 en la iglesia de St Pancras, Londres, después de ser incinerado en Estrasburgo.